# Jomalig
Jomalig (Bayan ng Jomalig) är en kommun i Filippinerna. Kommunen ligger på ön Luzon, och tillhör provinsen Quezon. Folkmängden uppgår till 5 817 invånare.
Jomalig är indelat i 5 barangayer.